# Héctor Camacho Jr.
Héctor Camacho Jr. (San Juan, 20 de septiembre de 1978) es un boxeador profesional. Es el hijo del tres veces campeón mundial fallecido Héctor «Macho» Camacho.

## Boxeo profesional
A la edad de ocho años, entró en el ring con su padre e hizo un simulacro de combate con él antes de la defensa de su padre al título mundial contra Edwin Rosario. Después de una premiada carrera en el boxeo amateur con victorias ante Ishe Smith y una derrota ante Zab Judah, se convirtió en profesional a mediados de la década de 1990. Como profesional, ha derrotado a boxeadores como Rocky Martínez y el excampeón del mundo Philip Holiday.
El combate ante Jesse James Leija fue detenido en el quinto asalto por un cabezazo no intencional de Leija haciéndole un corte sobre el ojo a Camacho, que indicó que no quería continuar. Inicialmente, se decidió ir a las tarjetas de puntuación para determinar el ganador y fue ganador por decisión. Sin embargo, tras una protesta, el resultado fue de nulo.
En 2002, Camacho perdió por primera vez, ante el argentino Omar Weiss, por una decisión en diez asaltos. El 9 de julio de 2005, Camacho Jr. y su padre coprotagonizaron una cartelera en Tucson, Arizona, y ganó a Francisco Barra en el segundo asalto. Peleó contra Andrey Tsurkan en el Boardwalk Hall en Atlantic City, Nueva Jersey, el 10 de junio de 2006. Tsurkan ganó por un nocaut en el octavo asalto.
En julio de 2007, perdió por decisión contra Don Juan Futrell. Camacho llegó con sobrepeso en 161 libras por las 150 de su rival. En diciembre de 2008, Camacho fue suspendido indefinidamente por la Comisión de Boxeo de Puerto Rico como resultado de una cancelación de una pelea entre Camacho y Yory Boy Campas en noviembre en Tijuana, México. El 29 de agosto de 2009, derrotó a Israel Camacho Cardona por el título vacante del WBC Federación de Boxeo del Caribe (CABOFE). En una entrevista antes de la pelea, dijo que su pasión por el boxeo ha aumentado y que deseaba ganar un título mundial. Peleó ante Campas el 30 de octubre de 2009 en el Don Haskins Convention Center en El Paso, Texas. Camacho ganó la pelea a 10 asaltos por decisión dividida con las puntuaciones de 96-91 y 95-92 para el puertorriqueño, y 92-95 para el mexicano. Campas había tenido un empate con su padre, Héctor Camacho, tan solo unos meses antes.